# Iglesia de Santa Eufemia (Orense)
La Iglesia de Santa Eufemia es un templo de culto católico dedicado a Santa Eufemia de Orense situado en la provincia de Orense, en Galicia (España). Se encuentra en la intersección entre la calle Rúa Lamas Carvajal y la calle Praza de Santa Eufemia, en una zona cercana a la Plaza Mayor de dicha ciudad. Además, está a pocos metros de la Catedral de Orense, un gran templo barroco que fue construido entre los siglos XVII y XVIII. Esta es, junto con la de Santa María Madre, la iglesia más grande de la ciudad.

## Historia
Esta Iglesia está dedicada a Santa Eufemia, una santa que murió martirizada en la época del emperador Adriano. En el año 1060, siglos después de su muerte, una pastora descubrió en Campelo una tumba de la que sobresalía una mano con un anillo de oro en uno de sus dedos. La mujer lo cogió y perdió el habla, pudiendo solo recuperarla tras devolver la joya a la mano que lo tenía. Según la leyenda, se escuchó entonces una voz que afirmó que allí se encontraba la tumba de Santa Eufemia.
Los restos fueron trasladados y enterrados bajo el altar de la ermita de Santa Mariña, entre las diócesis de Braga y Orense. En 1159 el obispo de Orense, Pedro Seguín, con ayuda de una vecina de Manín, intentó trasladar el cuerpo de la santa a la catedral de la ciudad, lo que contó con la oposición de los feligreses de Braga, originándose una disputa entre ambas diócesis. Con el fin de resolver el dilema se tomó la decisión de colocar la urna con el cuerpo de la santa en un carro tirado por bueyes y sepultar sus restos en el lugar a donde los animales se dirigiesen. Los bueyes se encaminaron hacia Orense, deteniéndose en la zona de Seijalvo, lugar donde se erigió un crucero y desde el cual los restos fueron trasladados hasta la capital, explicando este hecho el protagonismo que en ella recibe Santa Eufemia.
La Iglesia de Santa Eufemia fue construida en 1653 gracias a la Orden de la Compañía de Jesús como parte de un colegio jesuita y, en 1767, se transformó en iglesia parroquial de la Diócesis de Orense.
Las obras de esta iglesia se iniciaron a mediados del siglo XVII y fueron llevadas a cabo por una fundación privada. Aun así, su fachada no se terminó hasta un siglo más tarde. Sus bóvedas y su cúpula fueron construidas en el siglo XIX y, más adelante, en 1985, Xosé Cid crea la escultura con la imagen de Santa Eufemia, adornando así la hornacina central. Cuatro años más tarde, en 1989, se construye la torre del campanario. El arquitecto encargado de su elaboración fue Fray Plácido Iglesias, el cual realizó también la galería superior del Monasterio de Celanova.
En el interior de la iglesia destaca el altar mayor, procedente de la antigua iglesia de San Francisco. Además, durante la invasión francesa sufrió un gran número de daños y más adelante sirvió de refugio para los soldados portugueses durante la Primera guerra carlista. La inauguración para el culto data del 26 de mayo de 1683. El templo era el segundo construido en el lugar por los hijos de San Ignacio de Loyola.

## Exterior de la iglesia

### Fachada

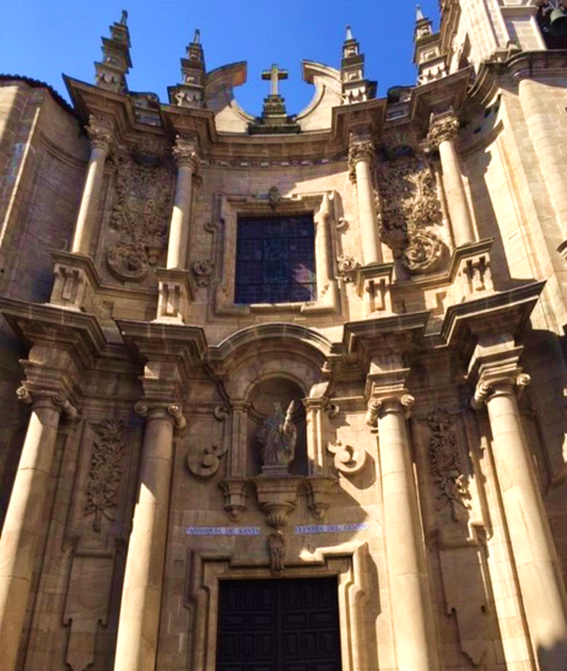
Fachada Iglesia de Santa Eufemia (Orense)

El estilo arquitectónico de esta iglesia se considera barroco, ya que su fachada es obra de Fray Plácido Iglesias, arquitecto del barroco gallego. Esta es característica por su monumentalidad con forma cóncava, para establecer relación entre la parte central y las laterales, y dos pares gigantes de columnas jónicas compuestas, que flanquean la gran hornacina central con la imagen de la santa. Además, cuenta con la típica estructura de retablo hecho en piedra, donde campanean las líneas curvas y los juegos de luz en los entrantes y salientes para dramatizar los claroscuros. El material empleado es el granito gallego y su decoración presenta un sistema de placas típico del arte barroco gallego, como se puede observar en los macizos laterales y en el cuerpo central, donde se presentan diversas molduras y trofeos militares. En el cuerpo central superior también se puede apreciar un ventanal ceñido a las columnas, en las cuales se integran dos escudos de gran tamaño. Asimismo, otros de los detalles típicos del arte gallego presentes en la fachada son los pináculos o el frontón partido con cruz.

### Torres

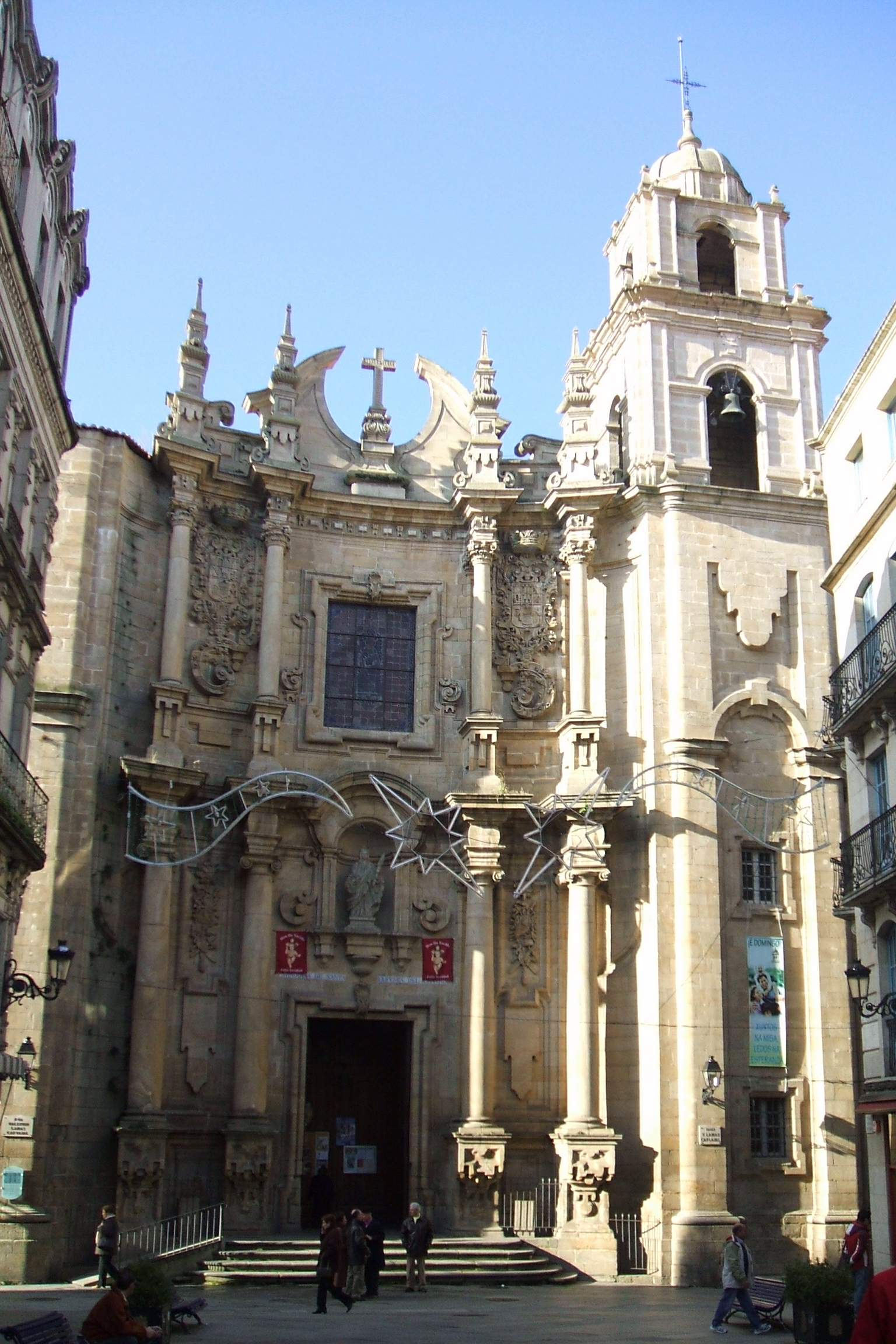
Torre Iglesia de Santa Eufemia (Orense)

La historia de la torre junto a la fachada se remonta a finales de los años ochenta del pasado siglo, cuando el párroco de la iglesia, Luis Rodríguez Portugal, solicitó un proyecto al arquitecto Pérez de Juan Romero. Este escogió varios modelos de torres campanario barrocas basándose en las torres de las iglesias de Santa María de Melias, en Pereiro de Aguiar, y las del monasterio de San Salvador de Lourenzá, en Lugo.
El proyecto final fue presentado en el año 1987 y su solución fue el diseño de tres cuerpos. Por un lado, el primero de ellos se levantaría sobre la cornisa actual de la iglesia y sería de planta rectangular con doble cornisa moldurada de 6 m x 5 m y altura de 5,48 m. A los lados del mismo se formarían unos arcos de medio punto con intradós liso, ingletes en esquinas, almohadillo en exterior y liso en interior, formado de hormigón armado con pináculos de coronación. Por otro lado, el segundo cuerpo se levantaría sobre el primero y también sería de planta rectangular de 4,44 m x 3,54 m y una altura de 3,50 m. Estaría forjado de hormigón armado y una cornisa moldurada simple. Por último, el tercer cuerpo sería el remate de las torres a base de un cupulín de piedra lisa, asentada sobre un tambor octogonal y altura de 2,70 m y un pináculo de 1,62 m de altura como remate. Además, la labra de los sillares del tambor de soporte sería de características similares al del primer cuerpo.
La Dirección General de Patrimonio, que en un principio había dado su visto bueno, alega que el proyecto atenta contra el casco antiguo, negándose a que se realicen las obras. Incluso los servicios técnicos de la subdirección general perteneciente a la Consellería de Cultura y Bienestar Social, hace hincapié en que “el edificio inacabado de la iglesia de Santa Eufemia está integrado en su totalidad en el ambiente y en el conjunto histórico de la ciudad."
Finalmente, la torre se realiza tal y como decidió el arquitecto en su proyecto, aunque por motivos económicos la fachada queda incompleta, es decir, con una sola torre. Para acceder a esta, se debe entrar a la iglesia y dirigirse a la derecha hacia una verja que da acceso a una escalera, la cual da al primer piso correspondiente con la tribuna del órgano y las tribunas laterales del templo. Entrando por otra de las puertas de ese nivel, continúa la subida por una escalera de caracol, la cual termina junto a un ventanuco rectangular. Desde ese lugar, se puede continuar subiendo mediante escalones de piedra para llegar finalmente al campanario, con sus dos campanas.

### Escudos

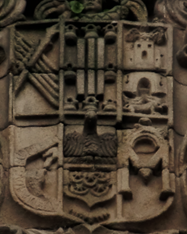
Escudo iglesia Santa Eufemia (Orense)

En la fachada principal de la iglesia se observan dos escudos idénticos, uno al lado izquierdo y otro al lado derecho, pertenecientes al siglo XVIII. Cada uno de estos escudos está dispuesto en seis secciones.
- Primera sección: un haz de lanzas representado el linaje de Lanzós.

- Segunda sección: un conjunto de armas tales como un campo de gules, cuatro tablas de oro y bordura de plata con ocho calderas de sable que representan el linaje Taboada.

- Tercera sección: los muebles representados coinciden con los del linaje Novoa.

- Cuarta sección: un conjunto de armas tales como un campo de sinople, una banda de oro, encajada en cabezas de dragones del mismo metal y una bordura de plata con el lema: Ave María gratia plena, representado el linaje Andrade.

- Quinta sección: sus armas ya vistas en otras entradas representan el linaje Villamarín.

- Sexta sección: conjunto de armas tales como un campo sinople y una “M” de plata, montada de una corona real en oro, representando el linaje de la “M” coronada de los Montenegro.[6]

## Interior de la iglesia
El interior de la iglesia se caracteriza por ser de poca incidencia barroca, contando con grandes reminiscencias clasistas. Su planta es de cruz latina con tres naves longitudinales, siendo más bajas las laterales, y cuenta con un crucero y capilla mayor, inscrito todo ello en un rectángulo. Destaca su altar mayor de estilo barroco del siglo XVIII, que preside la iglesia con el Cristo de la esperanza en el centro.

### Retablo mayor del Santo Cristo de la Esperanza

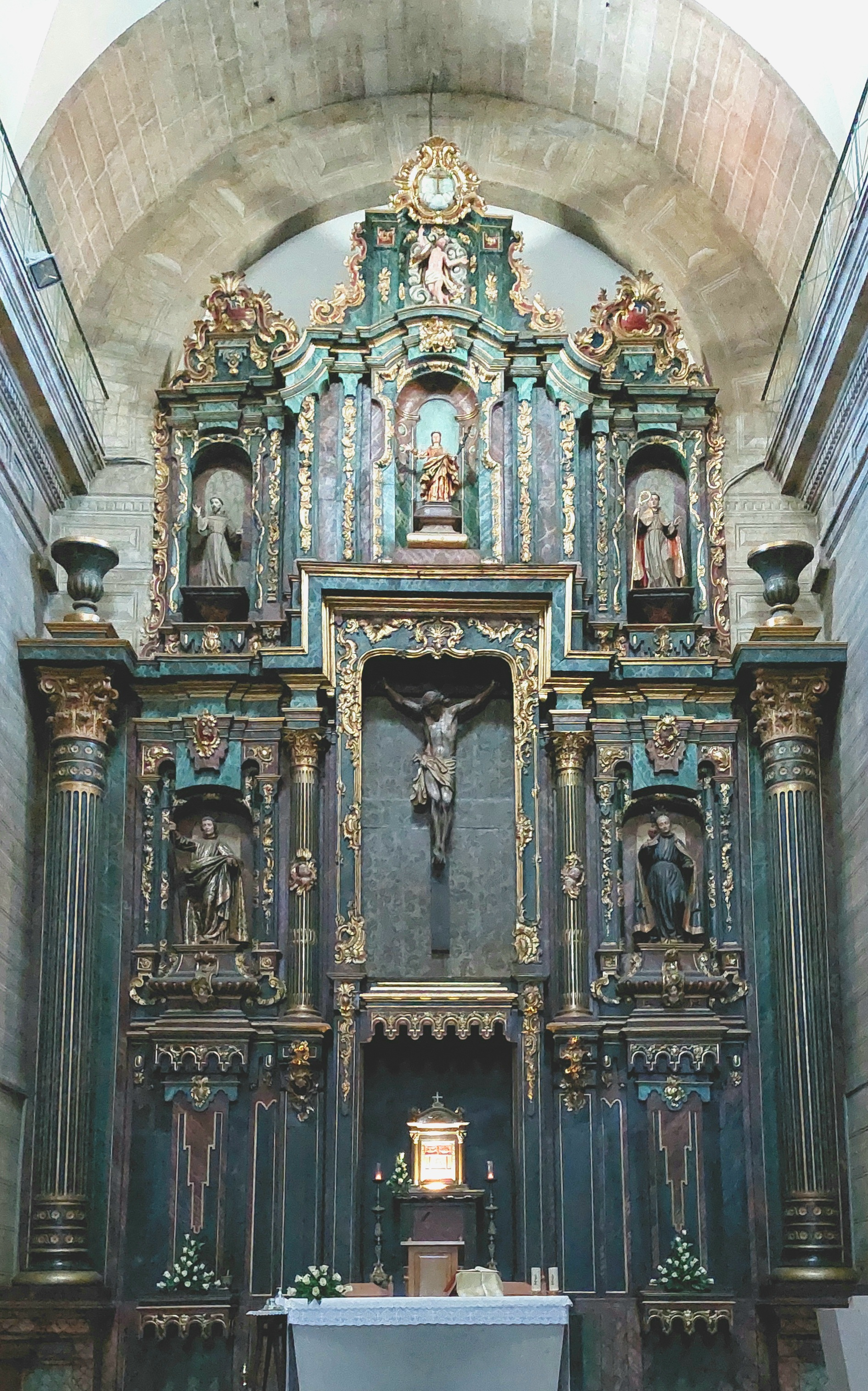
Retablo mayor del Santo Cristo de la Esperanza

El Retablo del Santo Cristo de la Esperanza es el retablo mayor de la iglesia parroquial de Santa Eufemia del Centro, en Orense. Este fue originalmente construido por un autor desconocido, entre 1770 y 1771, para ocupar el transepto de la iglesia del Convento de San Francisco de Orense. Fue este el lugar donde estuvo hasta que, en marzo de 1899, el obispo Pascual Carrascosa, ordenó su traslado y adaptación a la Iglesia de Santa Eufemia del Centro.
Tras ser trasladado a la parroquia orensana de Santa Eufemia, el retablo sufrió una serie de modificaciones y cambios. Originalmente, este medía un total de 11,45 m de alto, formado por una base de 1,30 m de altura, un segundo cuerpo que se conserva en la actualidad y un tercero que fue aumentado en diez centímetros; y 7,33 m de ancho. Sin embargo, el retablo no resultaba lo suficientemente alto como para cubrir la totalidad del testero de la iglesia, es por ello que se procedió a adaptarlo consiguiendo unas medidas aproximadas de 14,65 m de alto y 9,59 m de ancho.
Posteriormente, se añadieron las dos columnas acanaladas que lo acompañan, cuyas dimensiones son de 6,88 m de alto y 60 cm de diámetro. Estas son doradas y fueron empleadas para colocar sobre ellas dos jarrones con azucenas. Además, entre junio y noviembre de 1899, se procedió a completar la policromía de elementos como la mesa, antepecho, puertas, templete y cárcel.
Años más tarde, en 1960, se realizó un cambio de ubicación del altar, lo que debió de suponer una transformación en la zona central del primer cuerpo, ya que actualmente no quedan restos de la escalinata, templete y sagrario que, según autores, estaban presentes en el retablo. Es también en esta época cuando se añadió un dosel de terciopelo y cinco faroles a la hornacina del Cristo.
Entre 1969 y 1986 se instaló el piso de mármol verde, la sede y los asientos laterales de piedra de granito verde en el presbiterio. Esta reforma supuso modificaciones en la hornacina del sagrario, al que se le antepuso dicha sede pétrea un poco más baja. Además, en este periodo de tiempo se realizó una gran limpieza del retablo mayor.
Es en 2004 cuando se realiza una última y completa restauración del retablo, gracias a la cual podemos observar cómo está en la actualidad. Es en este momento cuando se procedió a retirar el mármol colocado en la hornacina central, y con ello se realizó un reajuste estructural que incluyó la sustitución de la anterior hornacina por una de madera. Junto con esto, se llevó a cabo una limpieza de la policromía, con la cual se descubrió que la hornacina del Cristo estaba repintada, pero que aún poseía un alto porcentaje de su originalidad para poder proceder a la eliminación de su repinte. Gracias a esto último, en la actualidad se puede observar una decoración ornamental de tipo vegetal y se pueden descubrir también las marcas de la cruz en su posición original, fue esto lo que llevó a devolver al Cristo a su colocación original. Al mismo tiempo, se quitaron los farolillos de esta y el dosel de terciopelo, así como las flores de los jarrones colocados en las grandes columnas que acompañan al retablo.

### Órgano
El órgano de Santa Eufemia está situado en el coro alto, a los pies de la nave. El instrumento se compró en 1930 por 16.500 pesetas. En 1950 la empresa OESA realizó una limpieza general y una afinación. Al electrificar todo el instrumento se le quitó carácter y sigue siendo un órgano eléctrico y no neumático como realmente era desde su diseño. Desde entonces no se ha vuelto a intervenir en él, únicamente se han hecho pequeños retoques puntuales o afinaciones cada tres años.
El sonido del instrumento es muy aterciopelado, nada estridente y con un potente lleno, pudiendo conseguir bellas combinaciones de registros. Se trata de un órgano de muy buena factura, el cual los expertos califican como el mejor que, en 2008, tenía Orense. Además, la iglesia cuenta con una gran acústica, que permite lograr una reverberación de casi 3 segundos.
El 8 de noviembre de 2008 la ciudad de Orense fue el escenario del I Ciclo de Órgano, con sede en esta iglesia.

#### Historia del órgano
Hace años, la Iglesia de Santa Eufemia del Centro organizaba la solemne procesión en la que los fieles de la parroquia acompañaban al Santísimo que el señor obispo llevaba en sus manos, recorriendo las calles del enclave parroquial, dando la Comunión en su domicilio a los enfermos discapacitados de acudir a la Iglesia. En 1913, la procesión organizada fue extraordinaria, y para conmemorar el éxito obtenido, el párroco de la Iglesia invitó a la comisión organizadora a una merienda en su casa de Moreiras. En ese banquete, surgió la idea de conseguir un órgano para la parroquia. Para ello, los componentes de la comisión recorrieron las casas pidiendo donaciones para reunir lo suficiente para la compra del órgano. Obtenida la cantidad necesaria, el instrumento se encargó a Alemania y vinieron técnicos de la casa vendedora a montarlo en el mismo sitio que ocupa en la actualidad.